# Solomon C. Hollister
Solomon Cady Hollister (* 4. August 1891 in Crystal Falls, Michigan; † 6. Juli 1982 in Ithaca, New York) war ein US-amerikanischer Bauingenieur sowie Professor an der Purdue University und der Cornell University.
Solomon Hollister studierte am State College of Washington und der University of Wisconsin in Madison mit dem Bachelor-Abschluss 1916. Zuvor hatte er schon ab 1910 als Ingenieur in Washington und Oregon gearbeitet. Zu seinen Lehrern gehörten Frederick E. Turneaure (1866–1955) und E. R. Maurer (1869–1948), die das erste US-amerikanische Lehrbuch über Eisen- und Stahlbeton veröffentlichten. Hollister selbst wurde nach dem Handbuch für Eisenbetonbau von Fritz von Emperger unterrichtet und verfolgte in seiner Abschlussarbeit Ideen von Wilhelm Ritter. Er erhielt erst 1932 einen Diplomabschluss an der University of Wisconsin.
Er lehrte an der University of Illinois (ab 1916 als Instructor für Mechanik) und der Purdue University, bevor er 1934 Professor an der Cornell University wurde, wo er 1937 bis zu seiner Emeritierung 1959 Dekan des College of Engineering war. Dort war er maßgeblich an der Sammlung von Spenden für viele der Gebäude der Universität verantwortlich, von denen eines nach ihm benannt wurde. Er setzte sich öffentlichkeitswirksam für eine intensivere Ingenieursausbildung ein, um, wie man im Kalten Krieg vermutete, einen Vorsprung der Sowjetunion einzuholen. Er war häufig in verschiedenen Positionen Regierungsberater, so 1953 bis 1955 in einem Organisationskomitee des ehemaligen US-Präsidenten Herbert Hoover, und drängte 1953 als Mitglied des Defense Committee of Business and Scientific Leaders zur nuklearen Aufrüstung und dem Aufbau einer besseren Luftverteidigung.
Hollister befasste sich sowohl mit Stahlbau als auch mit Massivbau und Stahlbeton und baute schon im Ersten Weltkrieg die ersten Betonschiffe für die US Navy. Im Zweiten Weltkrieg wurde das in größerem Umfang wieder aufgenommen, wobei Hollister Berater des Programms war. Am Anfang seiner Karriere war er für Beiträge zu Schweißverbindungen im Stahlbau bekannt und beriet bei Brücken und Druckbehältern. Im Betonbau war er an der Entwicklung der einschlägigen US-Normen beteiligt sowie an der Entwicklung von Transportbeton.
1928 erhielt er die Wason Medal des American Concrete Institute für den Entwurf einer Brücke in Chester (Pennsylvania). Er entwarf auch die großen Druckrohrleitungen zu den Turbinen am Hoover Dam (für Babcock und Wilcox). Er war Vorsitzender eines Beratungskomitees für den Panamakanal. Zeitweise war er Präsident des American Concrete Institute. Wegen seines großen Einflusses auf die amerikanische Ingenieursausbildung erhielt er 1952 den Lamme Award der American Society for Engineering Education. Er war vierfacher Ehrendoktor sowie Ehrenmitglied der American Society of Civil Engineers und des American Concrete Institute.
1919 heiratete er Ada Garber und hatte mit ihr drei Kinder.
1980 fand ein Kolloquium zu seinen Ehren an der Princeton University statt.